# Bataille de San Juan de Porto Rico
Première Coalition
Batailles
La bataille de San Juan de Porto Rico est un affrontement qui a lieu du 17 avril au 2 mai 1797, au cours duquel Ralph Abercromby à la tête d'une armée de 6 000 hommes, tente de prendre la colonie de Porto Rico au nom de la couronne britannique.
Au bout d'une semaine de combat, les Anglais sont repoussés et doivent battre en retraite et évacuer.